# Marc Wasterlain

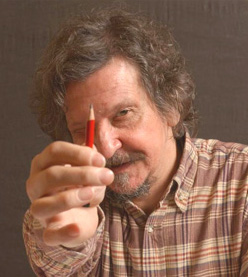
Marc Wasterlain, 2008

Marc Wasterlain (* 29. Juni 1946 in Erquelinnes) ist ein belgischer Comicautor und -zeichner.

## Künstlerischer Werdegang
Nachdem Wasterlain eine zweijährige Ausbildung zum Comic- und Trickfilmzeichner am Centre des Arts Décoratifs in Brüssel abgeschlossen hatte, trat er ca. 1965 dem Studio von Dino Attanasio bei. Dort assistierte er Attanasio insbesondere bei dessen Serien Johnny Goodbye und Gianni Flash. Auch schrieb er mit Alerte soucoupe ein Szenario für die Serie Mausi und Paul.1967 wurde Wasterlain Mitarbeiter von Peyo und assistierte ihm bis 1972 bei dessen Serien Die Schlümpfe, Johann und Pfiffikus und Benni Bärenstark. Parallel hierzu zeichnete er 1971 mit La Patrouille de l'Espace eine Kurzgeschichte für das Magazin Samedi Jeunesse. Im selben Jahr zeichnete er für Spirou nach einem Szenario von Jacques Devos das Mini-récit Capitaine Plouf et Pample le mousse.
1971 erschien mit Bob Moon et Titania Wasterlains erste eigene Serie in Tintin. Bob Moon und Titania sind zwei Kinder, die unter anderem auf dem Mond und auf dem Mars Abenteuer erleben. 1973 schuf Wasterlain außerdem für Tintin die Serie Monsieur Bonhomme. Da man Wasterlain zu verstehen gab, dass man nicht daran interessiert sei, seine Serien als Alben herauszugeben, wechselte er 1975 zum Magazin Spirou, für das er nach verschiedenen kleineren Arbeiten 1976 die Serie Docteur Poche entwickelte. Docteur Poche ist, wie bereits der Name der Serie besagt, Arzt, aber gleichzeitig auch Zauberer. Zusammen mit der Lehrerin Mademoiselle Zoé erlebt er fantasievolle Abenteuer, die ihn bis in den Weltraum hinaus führen (in dem Zweiteiler La planète des chats und Le géant qui posait des questions). Docteur Poche wurde bis 1989 in Spirou veröffentlicht. Das Material wurde von Dupuis in neun Alben gesammelt. Danach wechselte Wasterlain mit seiner Serie zu Casterman. Dort entstanden fünf weitere albenlange Geschichten. Da Casterman mit der Serie ein jüngeres Publikum erreichen wollte, stellte Wasterlain in den fünf neuen Geschichten der Hauptfigur die Kinder Mimi und Nicolas zur Seite.
Parallel zu Docteur Poche textete und zeichnete Wasterlain ab 1982 für Spirou außerdem die Abenteuer um die Reporterin Jeannette Pointu. In diesem neben Docteur Poche zweiten großen Hauptwerk Wasterlains verschlägt es die Hauptfigur im Laufe der Serie in nahezu alle Krisengebiete der Erde. Außerdem werden in insgesamt 12 Kurzgeschichten (gesammelt in den Alben Femmes Massaïs und Les Amazones) Frauen verschiedener Völker und Kulturen porträtiert. Die Serie erschien bis 2005 in Spirou.
Ab 1985 war Wasterlain auf Bitte von Jean-Claude Forest außerdem für das Magazin Okapi tätig. Für dieses Magazin zeichnete er die Serie Gil et Georges. Bis 1991 entstanden hier fünf albenlange Geschichten, von denen allerdings nur die ersten drei als Alben verlegt wurden. Von 1990 bis 1992 gestaltete Wasterlain für Marsu Productions weiterhin die Gagserie Ratapoil um einen sportbegeisterten anthropomorphen Hund. Für das Magazin Astrapi zeichnete er von 1994 bis 1995 des Weiteren die kurzlebige Serie Yvan et Wanda um zwei Zirkuskinder. Wasterlains neueste eigene Serie ist Les Pixels.

### Marc Wasterlain als Szenarist
Gelegentlich ist Wasterlain auch als Szenarist für andere Autoren tätig. Für Arthur Piroton textete er 1987 mit Silicium Valley eine Geschichte der Serie Jess Long. Für MiTacq schrieb er 1988–1990 zwei Szenarien für dessen Serie Die blauen Panther (Le calvaire du mort pendu und Torrents sur mesin). Für ‪François Walthéry textete er unter anderem L'île d'outre-monde (1983) und Natacha et les dinosaures (1998) für dessen Serie Natascha.
Ab 1991 verfasste Wasterlain außerdem die Szenarien für mehr als 150 meist vier- und achtseitige Kurzgeschichten mit den Schlümpfen, die dann durch das Studio Peyo zeichnerisch umgesetzt wurden.

## Deutschsprachige Veröffentlichungen
1988–1989 veröffentlichte Carlsen die ersten vier Bände von Jeannette Pointu unter dem Titel Monika Morell. Der fünfte Band wurde 2009 von Epsilon herausgegeben. Seit 2024 erscheint bei Kult Comics eine auf 5 Bände angelegte Gesamtausgabe ebenfalls unter dem Titel Monika Morell. 1989 publizierte comicplus+ die ersten beiden Bände von Gil et Georges unter dem Titel Das Kleeblatt. Die ersten beiden Bände von Docteur Poche veröffentlichte der Feest Verlag 1990–1991 unter dem Titel Doktor Poche.
Wasterlains in den 1990er Jahren geschriebenen Geschichten mit den Schlümpfen wurden von Bastei in dem Magazin Die Schlümpfe herausgegeben.